# Dieter Henrich
Dieter Henrich, född 5 januari 1927 i Marburg, död 17 december 2022 i München, var en tysk filosof. Han var influerad av bland andra Kant, Hegel, Fichte och Gadamer. Henrich var professor vid Münchens universitet 1981–1994.

## Biografi
Dieter Henrich föddes i Marburg 1927. Han studerade filosofi, historia och sociologi vid universiteten i Marburg, Frankfurt och Heidelberg. År 1950 avlade han doktorsexamen vid sistnämnda lärosäte. Handledare var Gadamer och avhandlingen handlar om Max Webers kunskapsteori.
Henrich genomförde sin habilitation 1956 och utnämndes fyra år senare till professor vid Berlins universitet. Åren 1965–1981 var han professor vid Heidelbergs universitet och 1981–1994 vid Münchens universitet. I sin forskning ägnade sig Henrich särskilt åt människans självmedvetande.